# B.G.
B.G., noto anche come Baby Gangsta o B. Gizzle, pseudonimo di Christopher Noel Dorsey (New Orleans, 3 settembre 1980), è un rapper statunitense.
Ha iniziato la sua carriera musicale firmando per Cash Money Records nel 1996 . Lui, Lil Wayne, insieme ai rapper Juvenile e Turk, formarono collettivamente il gruppo, gli Hot Boys nel 1997. BG pubblicò diversi album da solista per Cash Money, incluso il Chopper City in the Ghetto. Nel 2001, si è dimesso dalla Cash Money Records e ha creato la sua etichetta, Chopper City Records.

## Biografia
Christopher "Doggey" Dorsey, ha avuto un'infanzia normale in un sobborgo di New Orleans, alle scuole elementari rappa come hobby. A dodici anni il padre viene ucciso in una rapina, il figlio poco dopo si ritrova a fare vita di strada, vendendo marijuana, cocaina e successivamente eroina, a cui successivamente diventerà dipendente.

## Carriera
L'etichetta indipendente Cash Money Records, specializzata in artisti di musica rap in quel periodo ricercava nuovi talenti e Dorsey fu raccomandato all'etichetta dal proprio barbiere mentre tagliava i capelli ai fratelli Brian "Baby" Williams e Ronald "Slim" Williams, capi dell'etichetta. Dopo un'audizione improvvisata, Dorsey viene scritturato per la emergente label.
Dorsey, preso il nome B.G. (Baby Gangsta), pubblica il suo album di debutto, True Story, nel 1992 all'età di 12 anni. Il suo lavoro del 1996 Chopper City, registrato a soli 15 anni, è considerato un classico del genere del sud, vendendo 100 000 copie nonostante un'etichetta indipendente. L'anno successivo B.G. pubblica gli album It's All on U, Vol. 1 e It's All on U, Vol. 2 quando la Cash Money firma un affare da 30 milioni di dollari con la Universal Records nel 1997, B.G. inizia a lavorare a Chopper City in the Ghetto. L'album contiene la hit Bling Bling che, assieme a Back That Azz Up di Juvenile, da un successo nazionale alla Cash Money. "Bling bling" diventerà anche una parola comune nello slang hip hop per indicare gioielli costosi, macchine eccessive ed in generale segni di opulenza, tipici dei video e delle cover targati Cash Money, e della vita di B.G. che inizia ad indossare Rolex, denti d'oro e altre celebrazioni del suo successo e della sua ricchezza.
B.G. è rimasto con Cash Money per tutti gli anni 1990, oltre ad essere stato membro degli Hot Boys con Juvenile, Lil Wayne e Turk. Ha lasciato poi la label all'inizio del 2001 per una disputa con Brian "Baby" Williams, creando l'etichetta indipendente Chopper City Records affiliata alla Koch Records, seguendo poi un programma di recupero per tossicodipendenti in Minnesota per la sua dipendenza da eroina. Nel 2003 esce il suo primo lavoro per Koch, Living Legend, che diventa disco d'oro.  Nel 2004, pubblica Life After Cash Money e nel 2005 The Heart of Tha Streetz Vol. 1. Ha anche collaborato a Y'all Heard of Me con C-Murder.
B.G. non è da confondere con B.G. the Prince of Rap.

## Questioni legali
Il 3 novembre 2009, B.G. è stato arrestato a New Orleans, in Louisiana, dopo che la polizia aveva fermato la sua Chevrolet Tahoe per una controllo. Durante la perquisizione del veicolo la polizia ha trovato tre pistole, alcuni caricatori e alcune droghe illegali. B.G. è stato arrestato e rinchiuso nella prigione di Orleans per trasporto illegale di armi e droghe. L'11 febbraio 2010 è comparso in tribunale dichiarandosi non colpevole . Il 18 luglio 2012 è stato condannato a 14 anni di reclusione in un carcere federale per possesso di armi e corruzione di testimoni .

## Controversie
B.G. ha lasciato l'etichetta Cash Money Records a causa di una controversia finanziaria con i proprietari Birdman e Ronald "Slim" Williams. In un'intervista a Big Tigger nel suo show su BET intitolato Rap City in the Basement, B.G. ha dichiarato che Birdman ha cercato di "fargli il lavaggio del cervello". Questo lo sconvolse e lo fece allontanare da Cash Money Records.

## Discografia

### Album in studio
- 1995 - True Story
- 1996 - Chopper City
- 1997 - It's All on U, Vol. 1
- 1998 - It's All on U, Vol. 2
- 1999 - Chopper City in the Ghetto
- 2000 - Checkmate
- 2003 - Livin' Legend
- 2004 - Life After Cash Money
- 2005 - The Heart of tha Streetz, Vol. 1
- 2006 - The Heart of tha Streetz, Vol. 2 (I Am What I Am)
- 2009 - Too Hood 2 Be Hollywood

### Singoli
- 1999 - Bling Bling (featuring Hot Boys & Big Tymers)
- 2000 - I Know (featuring Lil Wayne)
- 2001 - Hennesy & XTC (featuring Big Tymers)
- 2003 - Hottest Of The Hot
- 2003 - I Keep It Gangsta
- 2004 - My World (I Want It)
- 2004 - Don't Talk To Me
- 2005 - Where Da At (featuring Homebowi)
- 2006 - Move Around (featuring Mannie Fresh)